# Quai de la Poissonnerie
Le quai de la Poissonnerie est une voie de circulation de la ville de Colmar, en France.

## Situation et accès
Cette voie de circulation, d'une longueur de 170 m, se trouve dans le quartier centre.
On y accède par les rues de la Poissonnerie, des Écoles, des Tanneurs et de la Truite.
Cette voie n'est pas desservie par les bus de la TRACE.

## Historique
Une campagne de restauration menée entre 1978 et 1981, a redonné à l’ensemble du quartier un nouveau visage grâce à la mise au jour du colombage de nombreuses maisons.